# Claude (roman)
Pour les articles homonymes, voir Claude.
Claude est un roman de Geneviève Fauconnier publié en 1933 aux éditions Stock et ayant reçu la même année le prix Femina.

## Résumé
Entre l’évocation si pleine de charme d’une enfance provinciale au début du siècle et la révolte intérieure de la narratrice, le personnage de Claude semble se façonner à travers les gestes et les objets quotidiens que bien souvent on ne remarque plus. Se sentant devenir à la fois étrangère et étrangement sensible à ce qui l’entoure, Claude touche, parce qu’elle figure de façon finalement paisible les blessures enfouies en chacun de ses lecteurs. Un portrait de femme inoubliable… Et de toutes les époques, de tous les continents.

## Commentaires
« C’est très beau. Livre fermé, je relis encore », en disait Romain Rolland. Son immense succès montre à quel point une narratrice d’une bourgade du sud charentais peut atteindre à l’universel.
Ce qu'écrivait Jacques des Gachons, dans le magazine Femina de décembre 1934 : "Claude est l’héroïne et la narratrice et Henri Fauconnier, hier Prix Goncourt et aujourd'hui frère du Prix Femina, ne nous cache, pas dans sa préface, que Claude et son entourage ressemblent à s’y méprendre à Geneviève et à Henri Fauconnier : « On ne rature pas sa jeunesse, elle mérite trop de respect. Et, dès les premières pages, c'est toute notre jeunesse qui m’a été restituée, avec ses fièvres, ses pudeurs, son irrévérence, ses rêves absurdes et prophétiques... » Une grande tâche, un grand amour ! pensait la petite Claude qui aspirait à un destin difficile. La condition humaine, ô lauréat du Goncourt, la voici : c’est Geneviève Fauconnier qui l’a sentie, qui l’a vécue, qui l’a dépeinte, « Ce tous les jours inexorable. Il faut marcher. Il faut suivre. Tous les jours manger. Tous les jours salir. Tous les jours cette maille qui se rompt à un bas, à dix bas, et cent mailles qui filent. Tous les jours ce panier de raccommodages qui ne désemplit jamais. Tous les jours cette poussière. Et comment tant de poussière peut-elle tomber silencieusement chaque jour ?... » Je voudrais citer toute la page, toute la tapisserie de cette Pénélope involontaire, sans espoir… Cette petite bourgeoise d’aujourd’hui, au milieu de sa grouillée d’enfants et de ses tâches de Danaïde, avec perpétuellement le remords de bâcler... Car le devoir existe et l’honnêteté. Claude est composé de pages de cahier, d’agenda, de bloc-notes. Il s’est fait tout seul, au jour le jour, comme la vie. Seulement il y a des vies qui paraissent harmonieuses et qui ne signifient rien, et il y a des vies cacophoniques et qui sont des œuvres d’art. Claude peut avoir des défauts, mais sous sa défroque de demi-paysanne, de mère de famille mal assurée du lendemain, il y a un corps solide, vivant, un cœur qui bat. Claude méritait la récompense qu’il a reçue et Mme Fauconnier, avec ses cinq enfants et sa petite terre en Charente, a bien gagné d’avoir, chez les libraires, de belles piles de son livre qui vont fondre comme beurre dans la poêle sur le feu du succès."

## Éditions
- Claude, éditions Stock Delamain et Boutelleau, 1933
- Claude, édition J. Ferenczi et Fils (Paris), 1936 - Illustré par Jean de Botton
- Claude, traduction anglaise  « Claude » de Lauren Ford, éditions Macmillan Company (New York) + éditions Cassell & Company (Londres), 1937 - Dessins de Lauren Ford
- Claude, éditions Le Croit Vif, 1995